# Млечино
Мле́чино (болг. Млечино) — село в Кирджалійській області Болгарії. Входить до складу общини Ардино.

## Населення
За даними перепису населення 2011 року у селі проживали 313 осіб.
Національний склад населення села:
| Національність   | Кількість осіб | Відсоток |
| ---------------- | -------------- | -------- |
| турки            | 299            | 96,8%    |
| болгари          | 0              | 0%       |
| цигани           | 0              | 0%       |
| інша             | 0              | 0%       |
| не визначились   | 10             | 3,2%     |
| Всього відповіли | 309            |          |

Розподіл населення за віком у 2011 році:
Динаміка населення: